# Gerard Hoet
Gerard Hoet ( 22 de agosto de 1648 – 2 de dezembro de 1733) foi um pintor e gravador holandês da Idade do Ouro.

## Biografia
Gerard Hoet treinou com seu pai e irmão, que eram pintores de vidro, e Warnard van Rijsen, que morava em Zaltbommel, e que também era aluno de Cornelis van Poelenburgh, em Utrecht.  Em 1672, Hoet mudou-se para Haia, mas quando o conde de Salis comprou pinturas na casa de sua mãe em Zaltbommel, Hoet voltou a pintar para ele.

### Viajar na Europa
Hoet acompanhou o conde de Salis a Rees, na Alemanha, onde conheceu os pintores de Utrecht Jan van Bunnik, Justus Nieuwpoort e Andries de Wit.  Hoet voltou para Utrecht com De Wit, onde trabalhou brevemente para Frederick Nassau de Zuylestein antes de visitar Haia e Amsterdã. Ele então viajou para a França sob a promessa de um marquês que queria lhe dar uma comissão, mas, cumprida essa promessa, ele fez algumas gravuras de pinturas de Francisque Millet.
Ele queria viajar para a Inglaterra, mas, depois de escrever para seu compatriota Lucas Vorsterman, recebeu a notícia de que havia mais trabalho a ser realizado em Paris. Hoet viajou para Paris, onde passou mais de um ano, antes de retornar à Holanda via Bruxelas.  Em Bruxelas, ele conheceu o pintor Adriaen Frans Boudewyns, que o convenceu a ficar um tempo. Depois de oito meses, Hoet retornou a Utrecht, onde trabalhou para William Nassau de Zuylestein, 1º conde de Rochford. Ele se casou e se estabeleceu em Heemstede, onde encontrou trabalho para o senhor do castelo.

### Academia de desenho de Utrecht
Juntamente com o pintor Hendrik Schoock, em 1697, ele pediu ao conselho da cidade de Utrecht permissão para fundar uma academia de desenho, que foi concedida.  Durante esse período, pintou decorações nas principais casas de cavalheiros da região de Utrecht, principalmente os castelos de Slangenborg e Voorst, perto de Zutphen, o último dos quais pintou para Arnold van Keppel, 1º conde de Albemarle.

### Anos depois
Em 1715, ele voltou para Haia, onde passou o resto de sua vida. Ele tinha um negócio como negociante de arte em colaboração com o pintor flamengo Jacques Ignatius de Roore, que residia em Haia.
Ele ensinou seus filhos Hendrik Jacob e Gerard, bem como Nicolaes van Ravesteyn (II). Seu filho Gerard Hoet II era um pintor amador e colecionador de arte que morava no Lange Voorhout 62.

## Fonte para Houbraken
Hoet foi uma fonte para Houbraken, especificamente para sua lista de pintores de Bentvueghels. Ele escreveu um conjunto de acréscimos à sequência de Johan van Gool em "Schouburg", de Houbraken, insistindo que Van Gool estava incorreto em muitos de seus esboços biográficos. Embora o livro de Van Gool tenha sido publicado em 1650, provavelmente estava prontamente disponível para Hoet como um projeto em andamento em 1719, quando Houbraken morreu, e é por isso que há cópias feitas por Jacob Houbraken para ilustrar o primeiro volume.

## Galeria

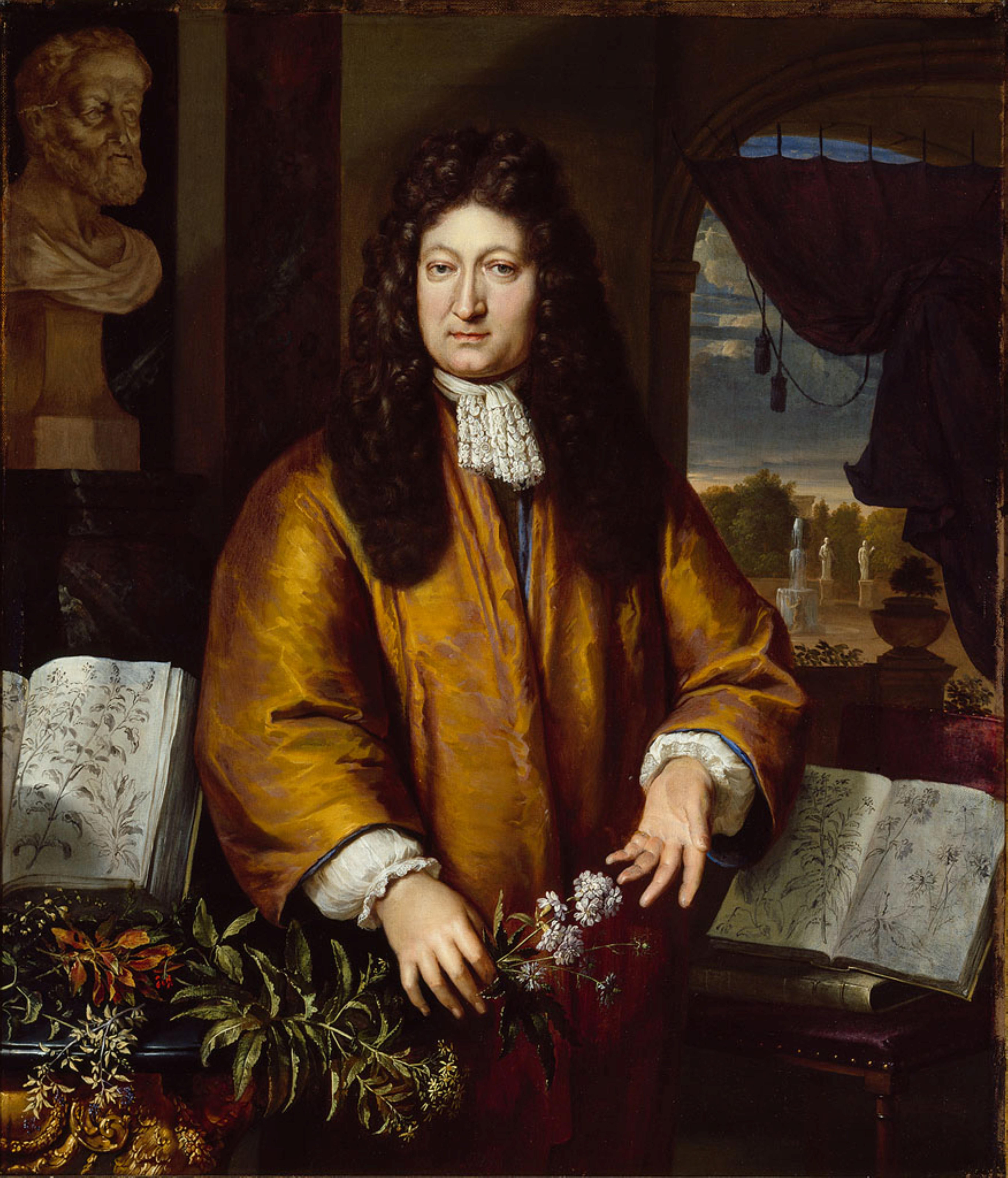
Portret van de Leidse botanicus, Jan Commelin, c. 1680
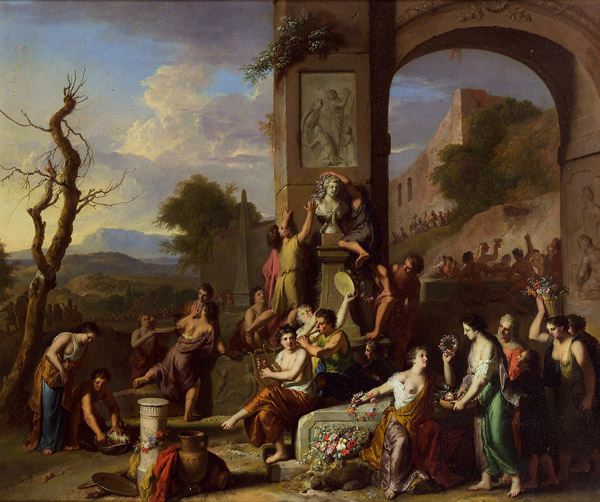
Opferfest Entre ruínas antigas, início dos anos 1700
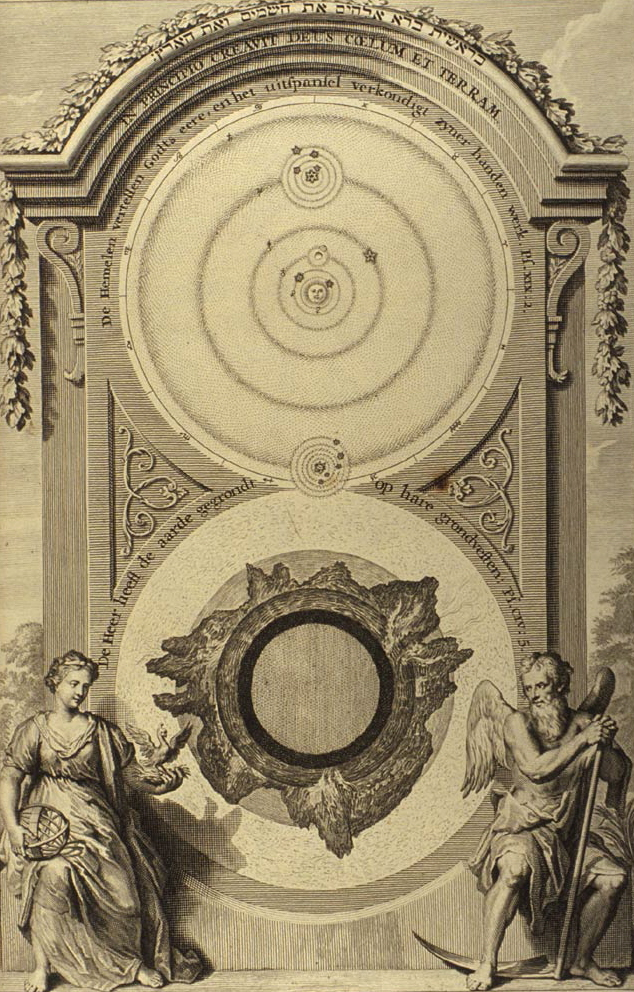
Ilustração para Gênesis 1: 1 da Figures of la Bible de 1728; ilustrado por Gerard Hoet e outros
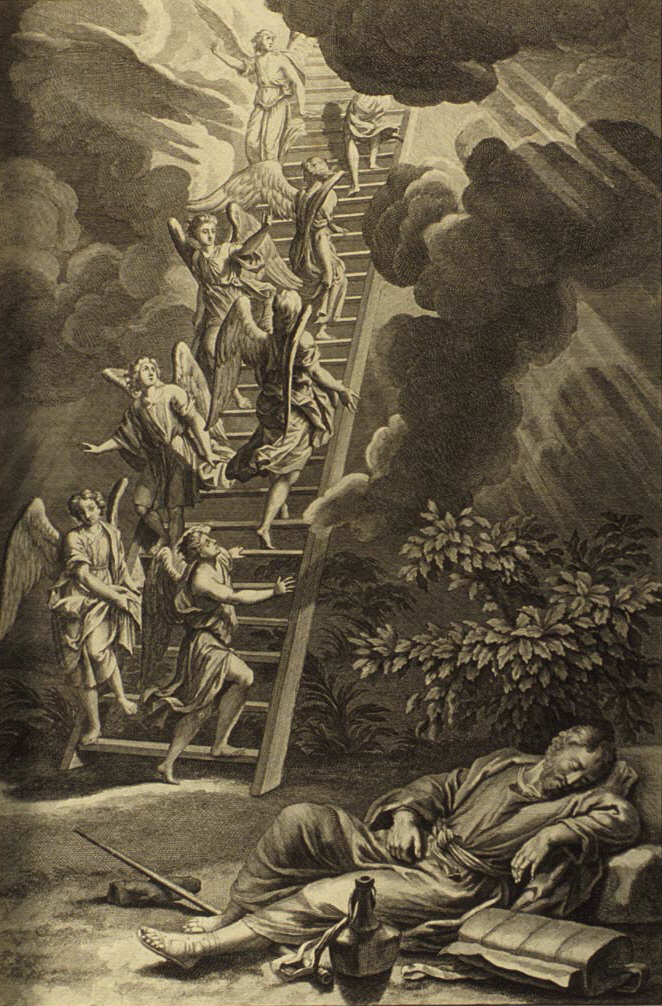
Ilustração para a Escada de Jacó (Gênesis 28:12), de 1728 Figures de la Bible ; ilustrado por Gerard Hoet e outros
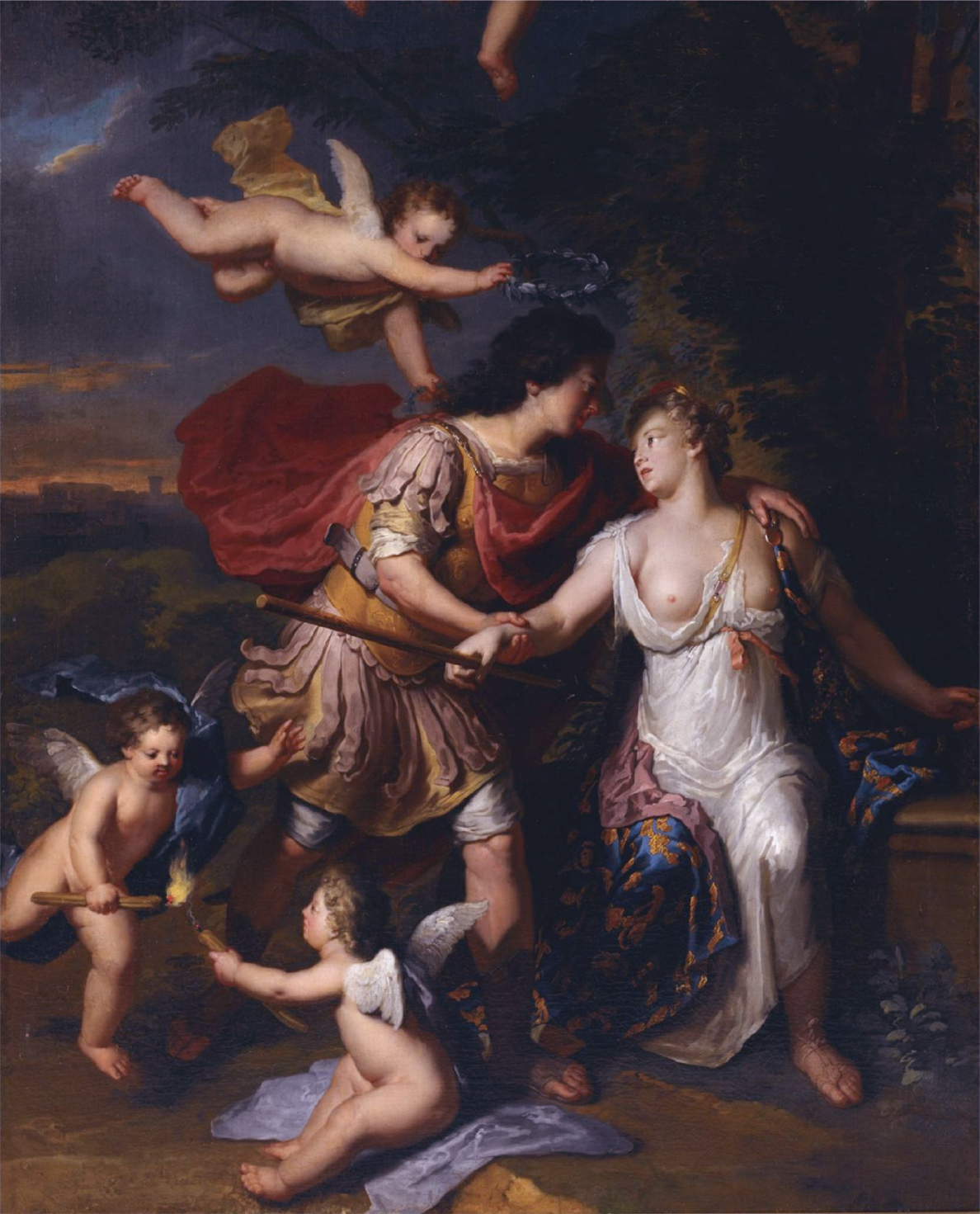
Rinaldo e Armida, baseados no poema épico de 1580 La Gerusalemme liberata do poeta italiano Torquato Tasso